# Хоккей на траве в Казахстане
Хоккей на траве в Казахстане культивируется с 1960-х годов.

## Советский период

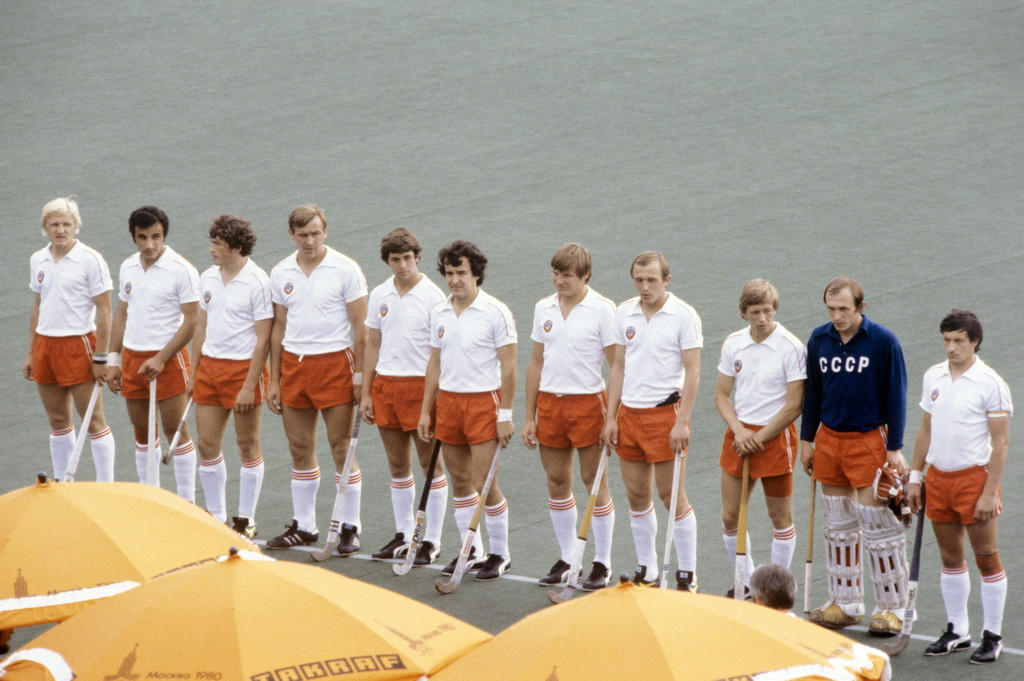
Шесть хоккеистов алма-атинского «Динамо» входили в сборную СССР по хоккею на траве на летних Олимпийских играх 1980 года

Хоккей на траве в Казахской ССР зародился в конце 1960-х годов. В то время в СССР стали появляться команды при клубах по хоккею с мячом. Как правило, летом одни и те же спортсмены играли на траве, а зимой — на льду. В Казахстане первая команда по хоккею на траве появилась при клубе «Динамо» из Алма-Аты. В 1969 году она заняла 5-е место во всесоюзных соревнованиях и уже в следующем сезоне стала ведущей в СССР. В 22 чемпионатах Советского Союза динамовцы завоевали 18 золотых и 4 серебряных медали, пять раз выигрывали Кубок СССР. В 1982—1983 годах «Динамо» дважды выигрывало Кубок европейских чемпионов, а в 1985 году стало его бронзовым призёром.
В 1979 и 1983 годах сборная Казахской ССР выигрывала хоккейные турниры Спартакиады народов СССР.

## Период независимости
Развитием вида спорта в стране занимается Федерация хоккея на траве Казахстана, входящая в Международную федерацию хоккея на траве. Она базируется в Алма-Ате, пост президента занимает Серик Умбетов.
После распада Советского Союза казахстанский хоккей на траве поддерживает тесные связи с российским: команды из Казахстана участвуют в чемпионате России. В 1994 году алма-атинское «Динамо» завоевало бронзу мужского чемпионата России, в 1998 году «Уралочка» из Уральска также стала третьей в женском чемпионате.
Кроме того, разыгрывается и чемпионат Казахстана среди мужчин, женщин, юниоров, юношей и девушек. Хоккей на траве культивируется в Алма-Ате, Уральске, Талдыкоргане, Кызылорде, Таразе, Каратау.
Мужская сборная Казахстана в 1993 году выступала в чемпионате Азии, где стала 5-й. В 1994 году заняла 6-е место на летних Азиатских играх.
Женская сборная Казахстана чаще участвовала в международных турнирах. В сезонах-2012/13 и 2014/15 казахстанские хоккеистки добирались до второго раунда Мировой лиги. Пять раз играли в чемпионате Азии, высшим результатом стало 5-е место в 1999 и 2004 годах. Четырежды выступали на летних Азиатских играх, в 1998 и 2014 годах заняли 6-е место.

## Известные представители
Успехи казахстанского хоккея советского периода связаны с тренером Эдуардом Айрихом, который возглавлял «Динамо» в 1969—1988 годах. В 1975—1987 годах он тренировал мужскую сборную СССР. Советские хоккеисты под руководством Айриха завоевали бронзу летних Олимпийских игр 1980 года, серебро чемпионата Европы 1983 года, выиграли Межконтинентальный кубок 1981 года.
В 1980 году в составе сборной СССР бронзовые медали летних Олимпийских игр в Москве завоевали хоккеисты «Динамо» Миннеула Азизов, Сос Айрапетян, Александр Гончаров, Олег Загороднев, Фарид Зигангиров, Александр Мясников, Михаил Ничепуренко.
Неоднократно хоккеисты «Динамо» были лучшими снайперами чемпионата СССР: в 1972 году Александр Ионкин забил 15 мячей, в 1973 году — 17, в 1975 году — 12, в 1978 году Александр Гончаров отличился 33 раза.